# الثقافة الجديدة (مجلة عراقية)
الثقافة الجديدة هي مجلة ثقافية عراقية. تأسست في بغداد عام 1953 كمجلة شهرية.

## التاريخ
صدر العدد الأول من مجلة الثقافة الجديدة في تشرين الثاني 1953، بتكليف من الحزب الشيوعي العراقي. وشارك في إنشاء المجلة مهدي رحيم، خالدة السعيدي، صلاح الخالص، مهدي الحافظ، إبراهيم كبة، فيصل السامر، عبد الملك نوري، محمود صبري، عبد الرزاق عبد الواحد، يوسف العاني وآخرون. صدر العدد الثاني بعد شهر، ثم سحب امتياز المجلة من قبل الحكومة. لاحقا، صدر العدد الثالث بامتياز جديدة وبعد ساعات من صدور العدد الثالث صدر قرار بسحب امتياز المجلة مرة أخرى.
بعد انقلاب 14 تموز 1958 صدر العدد الرابع، واستمرت بالتسلسل حتى كان اخرها العدد رقم 17 في أيلول 1960. اعيد اصدار المجلة بعد انقطاعها لسنوات عام 1968. حيث صدرت من جديد في شهر نيسان وحمل العدد رقم واحد من جديد. توقف اصدار المجلة في بغداد مطلع عام 1979. وذلك بعد انتهاء الجبهة الوطنية والتقدمية بين حزب البعث العربي الاشتراكي والحزب الشيوعي العراقي. لتعاود الصدور لاحقا خارج العراق. في عام 1980 صدرت في لبنان ثم باشرت الصدور منذ مطلع عام 1981 في دمشق. وقد استمرت هناك حتى عام 2003.
بعد شهرين من الاحتلال الأمريكي وسقوط نظام البعث في نيسان 2003 عاودت المجلة صدورها من بغداد. حيث صدر العدد 309 في بغداد في شهر حزيران. وهي ومستمرة بالنشر من بغداد حتى الآن.